# Targamas
Targamas, de son vrai nom Raphaël Crabbé, est un joueur d'esport belge. Il évolue au poste de support sur le jeu vidéo League of Legends pour le club français Karmine Corp. Sa carrière est marquée par deux victoires aux European Masters en 2021 avec la Karmine Corp, ainsi que par une victoire au League of Legends European Championship en 2022 avec G2 Esports puis en 2025 avec la Karmine Corp de nouveau.

## Biographie

### Débuts
Raphaël Crabbé naît le 30 juin 2000. Il fait ses débuts dans l'esport en 2016 avec l'équipe française de League of Legends Project Conquerors, aux côtés de Shemek, Marex, Shïru et Tiger. Ensemble, ils remportent notamment les ESL Championnat National 2016[réf. souhaitée].
Début 2017, il rejoint l'équipe GamersOrigin et remporte de nombreuses LAN tout au long de l'année, comme la Lyon e-Sport 2017, la Gamers Assembly, ou encore les Geek Days.

### Premier passage en LEC puis aux EU Masters
Après ses bons résultats lors de son année chez GamersOrigin, Targamas rejoint l'équipe Giants Gaming, qui concourt en LEC — le plus haut championnat européen. Malgré un début de saison prometteur, l'équipe finit 9e au segment de printemps du championnat, et Targamas n'est pas titularisé lors du segment suivant[réf. souhaitée]. Il joue tout de même une LAN en septembre 2018 avec l'équipe académique de Vitality, qui termine 3e du tournoi[réf. souhaitée]. À la fin de l'année, il quitte Giants Gaming et ne parvient pas à intégrer une nouvelle équipe pour le début de la saison 2019.
Targamas rejoint finalement l'équipe Fnatic Rising en mars 2019, avec laquelle il remporte les play-offs de la ligue régionale britannique (UKLC), avant de finir 3e aux EU Masters[réf. souhaitée].

### Succès en LFL et en LEC
Début 2020, après un bref passage a l’ULB (université libre de bruxelle ) en géographie,  il intègre l'équipe académique de Vitality, qui concourt au sein de la Ligue française de League of Legends (LFL)[réf. souhaitée]. En juin de la même année, à l'occasion du segment d'été, il change une nouvelle fois d'équipe et rejoint Misfits Premier, qui évolue dans la même compétition. Le club termine à la 3e place du segment, et finit par remporter la finale du championnat.
En 2021, il rejoint la Karmine Corp, qui concourt également en LFL. La performance de l'équipe est très bonne : elle remporte le segment de printemps de la compétition en battant Misifts Premier en finale, avant de remporter les EU Masters,. Terminant à la 2e place du segment d'été de la LFL, l'équipe remporte, en septembre 2021, une deuxième fois d'affilée les EU Masters.
Fort de ces résultats, Targamas quitte la Karmine Corp et fait son retour au sein du premier championnat européen en intégrant l'équipe G2 Esports. Il remporte le segment de printemps de la LEC avec cette dernière, et termine finaliste du segment d'été. Il participe également au Championnat du monde, mais son équipe est éliminée dès les phases de groupe.
Fin 2022, il rejoint l'équipe Excel (qui évolue également en LEC), mais quitte rapidement la structure, en mai 2023, sur fond de conflits internes. 
Il réintègre la Karmine Corp, qui concourt toujours en LFL, immédiatement après ce départ. Lors du segment d'été de la saison de ce championnat, il bat le record d'assistances effectuées par un joueur en un même segment de LFL, avant de remporter, en août 2023, la finale du segment d'été de la compétition avec son équipe.